# Leszczyny Małe
Leszczyny Małe (prononciation [lɛʂˈt͡ʂɨnɨ ˈmawɛ]) est un village de la gmina de Dłutów, du powiat de Pabianice, dans la voïvodie de Łódź, situé dans le centre de la Pologne.
Il se situe à environ 3 kilomètres au sud-est de Dłutów (siège de la gmina), 12 kilomètres au sud de Pabianice (siège du powiat) et 27 kilomètres au sud de Łódź (capitale de la voïvodie).

## Administration
De 1975 à 1998, le village était attaché administrativement à l'ancienne voïvodie de Piotrków.

Depuis 1999, il fait partie de la nouvelle voïvodie de Łódź.